# آئودی آوانتیسیمو
آئودی آوانتیسیمو (Audi Avantissimo) خودرویی است که در سال‌های ۲۰۰۱تولید شده‌است. طراحی آن موتور جلو  و خودرو چهار چرخ محرک بوده ‌است. سیستم جعبه‌دندهٔ آن ۶ دنده به صورت خودکار است.